# Ligne Yūrakuchō
La ligne Yūrakuchō (東京地下鉄有楽町線, Tōkyō Chikatetsu Yūrakuchō-sen) est une ligne du métro de Tokyo au Japon gérée par le réseau Tokyo Metro. Elle relie la station de Wakōshi à la station de Shin-Kiba. Longue de 28,3 km, elle part de la ville de Wakō puis traverse Tokyo du nord-ouest au sud-est en passant dans les arrondissements d'Itabashi, Nerima, Toshima, Bunkyō, Shinjuku, Chiyoda, Chūō et Kōtō. Elle est également connue comme ligne 8. Sur les cartes, la ligne est de couleur jaune et identifiée par la lettre Y.

## Histoire
Le premier tronçon de la ligne Yūrakuchō ouvre le 30 octobre 1974 entre Ikebukuro et Ginza-itchōme. La ligne est ensuite prolongée en plusieurs étapes entre 1980 et 1988 pour atteindre Wakōshi et Shin-Kiba, ses terminus actuels.

## Interconnexions
La ligne est interconnectée à Wakōshi avec la ligne Tōjō de la compagnie Tōbu et à Kotake-Mukaihara avec la ligne Yūrakuchō de la compagnie Seibu.
De 2008 à 2011, une connexion existait à Sakuradamon avec la ligne Chiyoda pour permettre au service Bay Resort de venir depuis Hon-Atsugi sur la ligne Odakyū Odawara jusqu'à la Shin-Kiba.

## Stations
La ligne comporte 24 stations, identifiées de Y-01 à Y-24.
| Numéro | Station             | Nom japonais | Distance (km) | Correspondances                                                                                                | Ville    | Ville   |
| ------ | ------------------- | ------------ | ------------- | --- | -------- | ------- |
| Y01    | Wakōshi             | 和光市       | 0             | Tokyo Metro : Fukutoshin Tōbu : Tōjō (interconnexion)                                                          | Wakō     | Saitama |
| Y02    | Chikatetsu-Narimasu | 地下鉄成増   | 2,2           | Tokyo Metro : Fukutoshin                                                                                       | Itabashi | Tokyo   |
| Y03    | Chikatetsu-Akatsuka | 地下鉄赤塚   | 3,6           | Tokyo Metro : Fukutoshin                                                                                       | Nerima   | Tokyo   |
| Y04    | Heiwadai            | 平和台       | 5,4           | Tokyo Metro : Fukutoshin                                                                                       | Nerima   | Tokyo   |
| Y05    | Hikawadai           | 氷川台       | 6,8           | Tokyo Metro : Fukutoshin                                                                                       | Nerima   | Tokyo   |
| Y06    | Kotake-Mukaihara    | 小竹向原     | 8,3           | Tokyo Metro : Fukutoshin Seibu : Yūrakuchō (interconnexion)                                                    | Nerima   | Tokyo   |
| Y07    | Senkawa             | 千川         | 9,3           | Tokyo Metro : Fukutoshin                                                                                       | Toshima  | Tokyo   |
| Y08    | Kanamechō           | 要町         | 10,3          | Tokyo Metro : Fukutoshin                                                                                       | Toshima  | Tokyo   |
| Y09    | Ikebukuro           | 池袋         | 11,5          | Tokyo Metro : Marunouchi, Fukutoshin JR East : Saikyō, Shōnan-Shinjuku, Yamanote Seibu : Ikebukuro Tōbu : Tōjō | Toshima  | Tokyo   |
| Y10    | Higashi-Ikebukuro   | 東池袋       | 12,4          | Toei : Toden Arakawa (à Higashi-Ikebukuro-yon-chōme)                                                           | Toshima  | Tokyo   |
| Y11    | Gokokuji            | 護国寺       | 13,5          | | Bunkyō   | Tokyo   |
| Y12    | Edogawabashi        | 江戸川橋     | 14,8          | | Bunkyō   | Tokyo   |
| Y13    | Iidabashi           | 飯田橋       | 16,4          | Tokyo Metro : Namboku, Tōzai Toei : Ōedo JR East : Chūō-Sōbu                                                   | Shinjuku | Tokyo   |
| Y14    | Ichigaya            | 市ケ谷       | 17,5          | Tokyo Metro : Namboku Toei : Shinjuku JR East : Chūō-Sōbu                                                      | Chiyoda  | Tokyo   |
| Y15    | Kōjimachi           | 麹町         | 18,4          | | Chiyoda  | Tokyo   |
| Y16    | Nagatachō           | 永田町       | 19,3          | Tokyo Metro : Ginza (à Akasaka-mitsuke), Marunouchi (à Akasaka-mitsuke), Hanzōmon, Namboku                     | Chiyoda  | Tokyo   |
| Y17    | Sakuradamon         | 桜田門       | 20,2          | | Chiyoda  | Tokyo   |
| Y18    | Yūrakuchō           | 有楽町       | 21,2          | Tokyo Metro : Chiyoda (à Hibiya), Hibiya (à Hibiya) Toei : Mita (à Hibiya) JR East : Keihin-Tōhoku, Yamanote   | Chiyoda  | Tokyo   |
| Y19    | Ginza-itchōme       | 銀座一丁目   | 21,7          | | Chūō     | Tokyo   |
| Y20    | Shintomichō         | 新富町       | 22,4          | | Chūō     | Tokyo   |
| Y21    | Tsukishima          | 月島         | 23,7          | Toei : Ōedo | Chūō     | Tokyo   |
| Y22    | Toyosu              | 豊洲         | 25,1          | Yurikamome | Kōtō     | Tokyo   |
| Y23    | Tatsumi             | 辰巳         | 26,8          | | Kōtō     | Tokyo   |
| Y24    | Shin-Kiba           | 新木場       | 28,3          | JR East : Keiyō Tokyo Waterfront Area Rapid Transit : Rinkai                                                   | Kōtō     | Tokyo   |

## Matériel roulant

### Actuel
La ligne Yūrakuchō est parcourue par les trains des compagnies Tokyo Metro, Seibu et Tōbu.

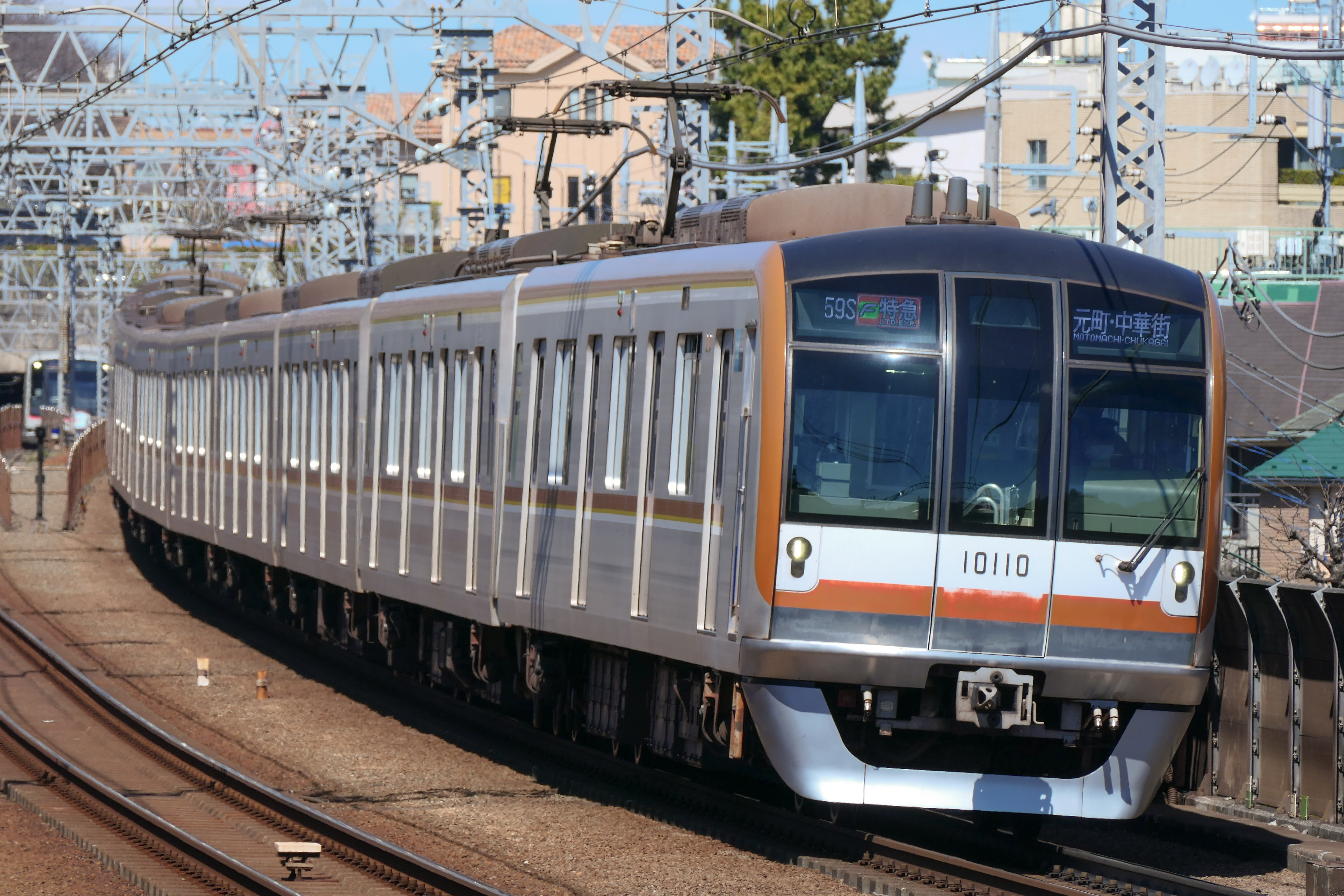
Tokyo Metro série 10000
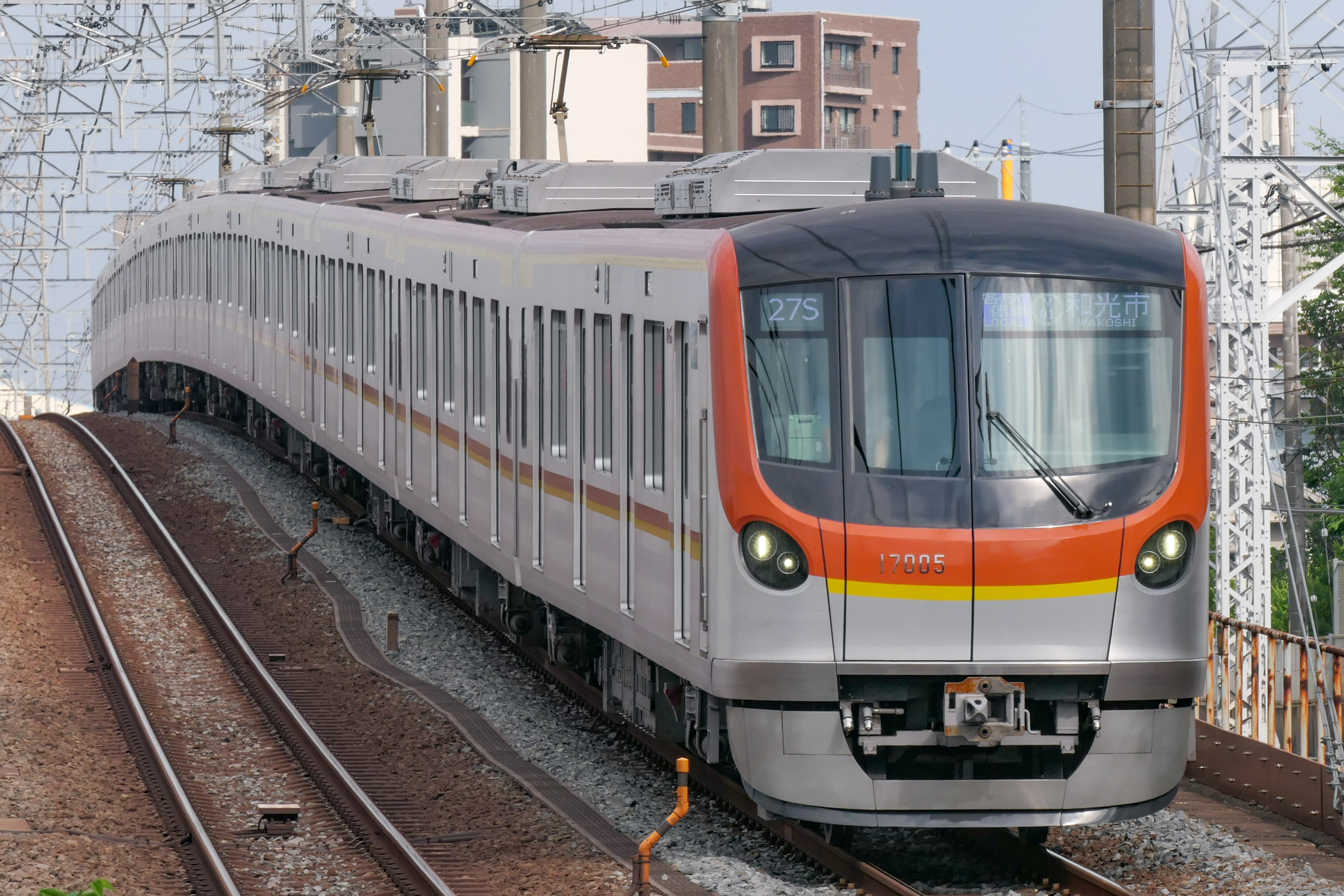
Tokyo Metro série 17000
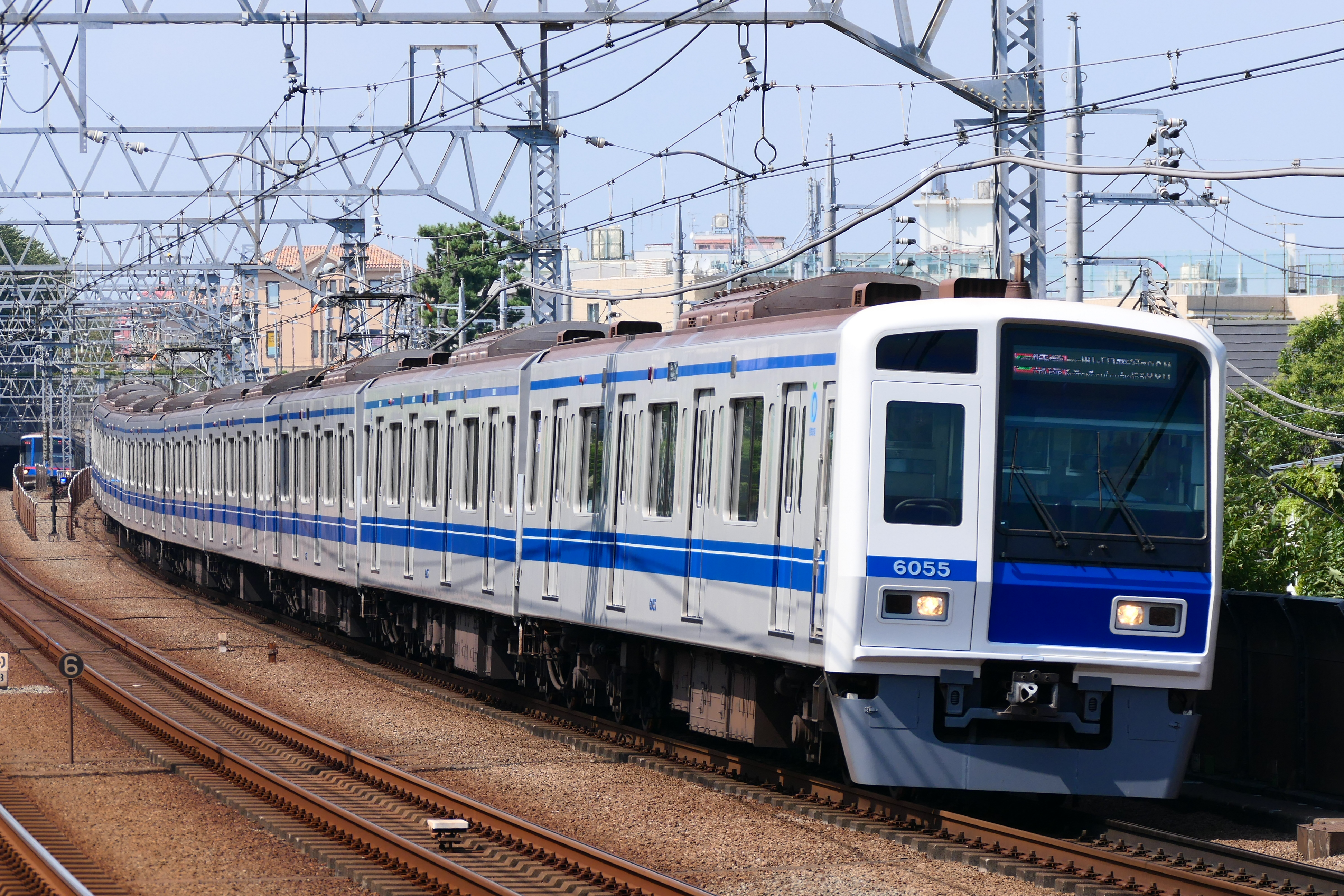
Seibu série 6000
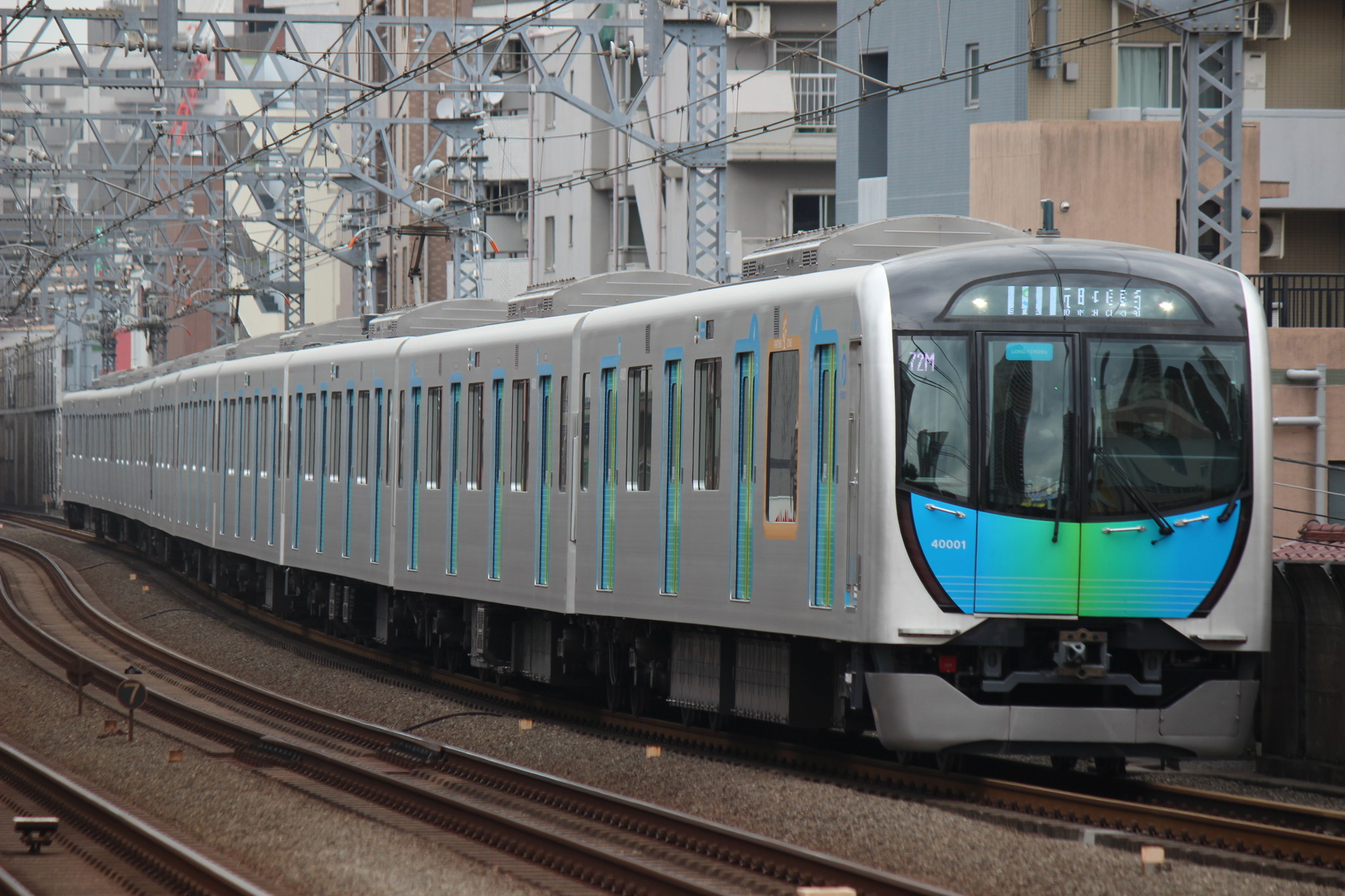
Seibu série 40000
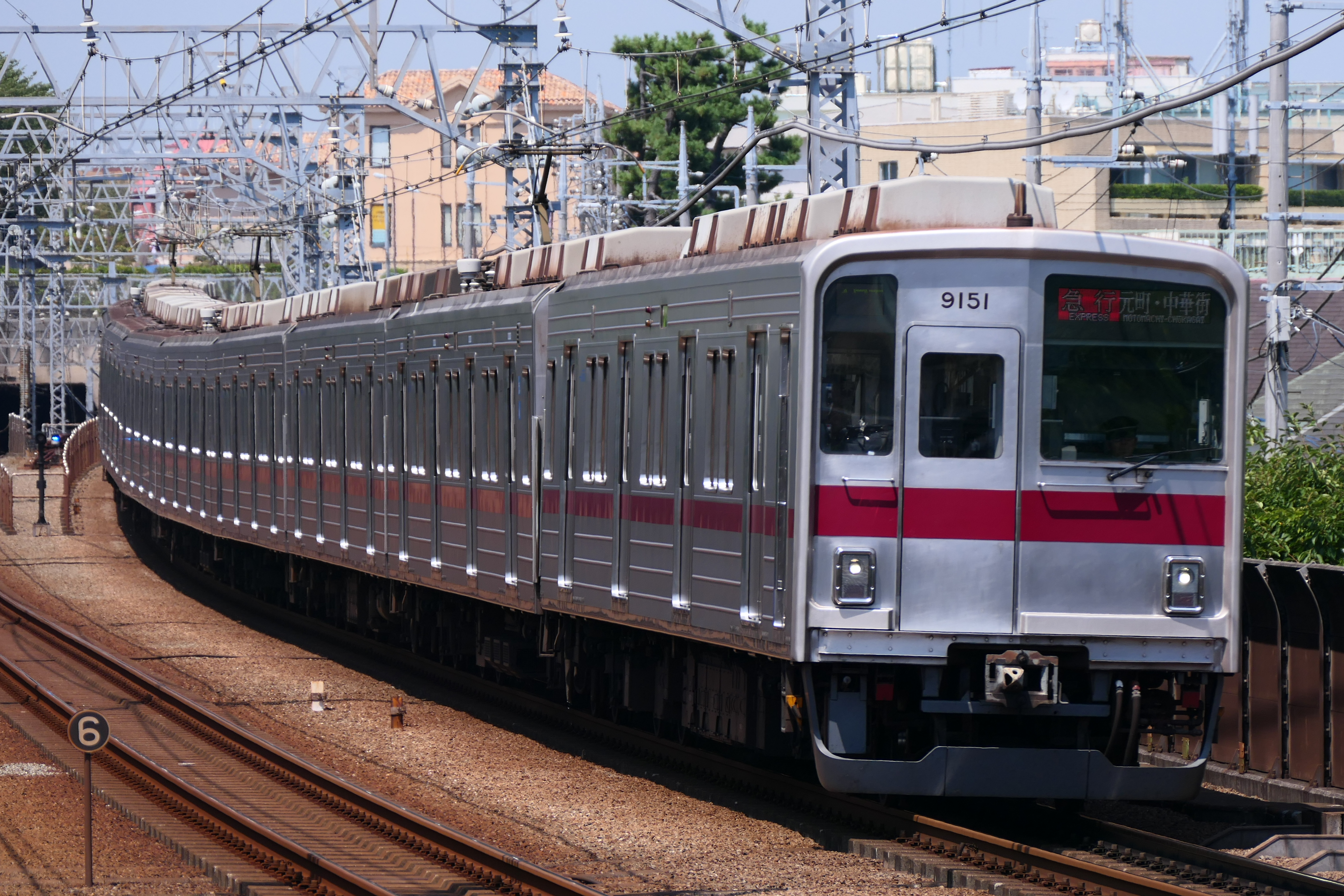
Tōbu série 9000/9050
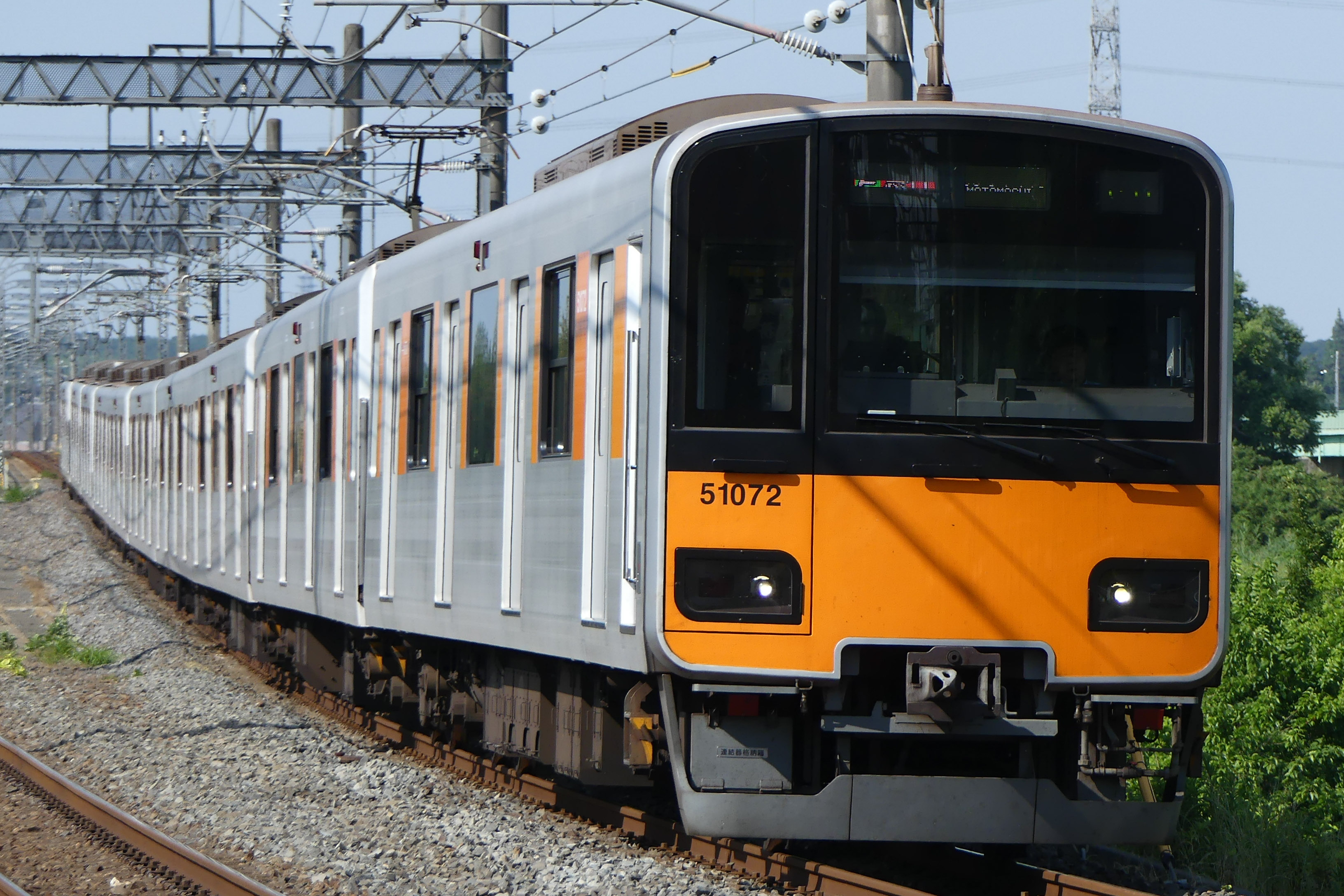
Tōbu série 50070

### Ancien

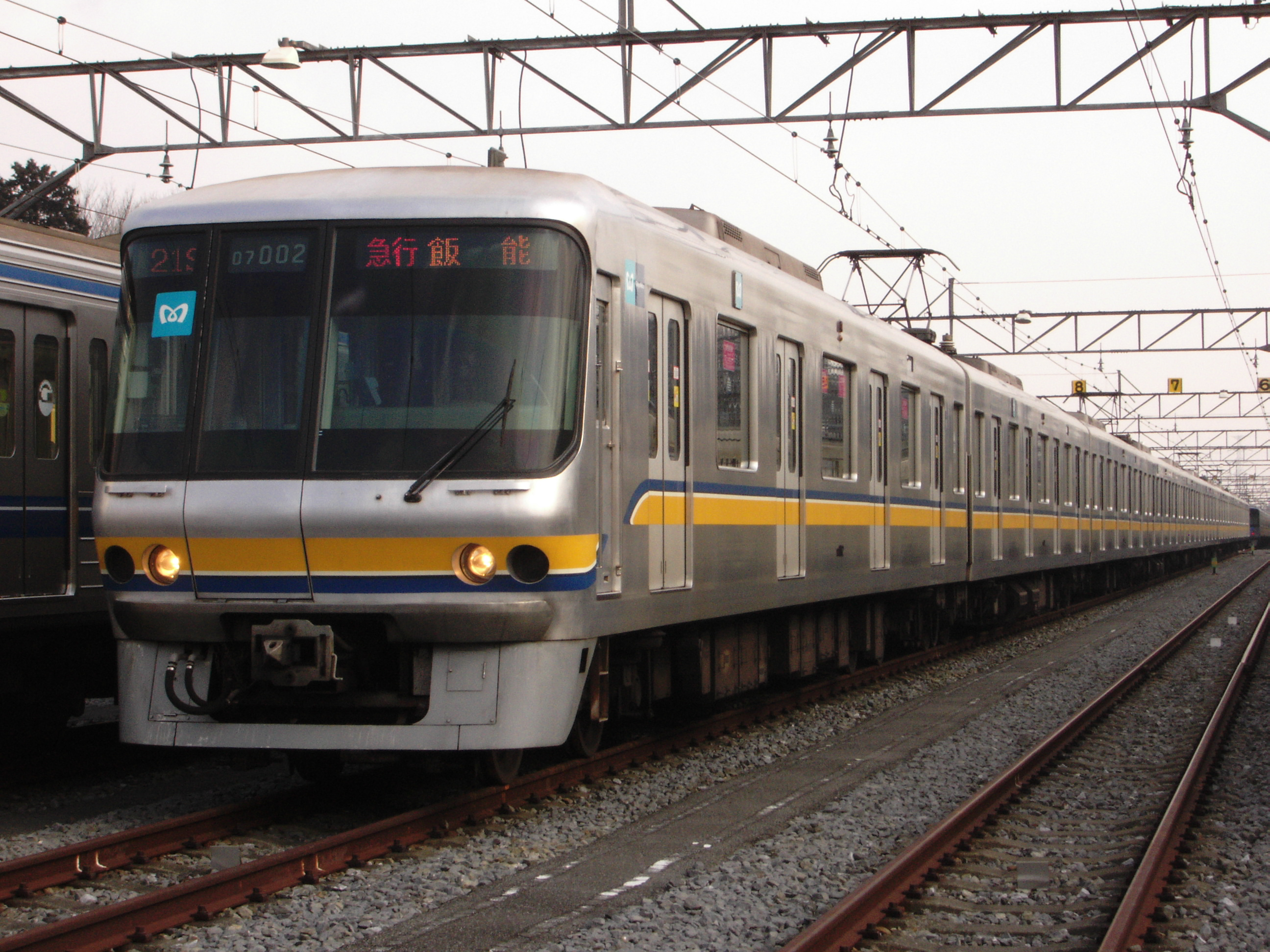
Tokyo Metro série 07
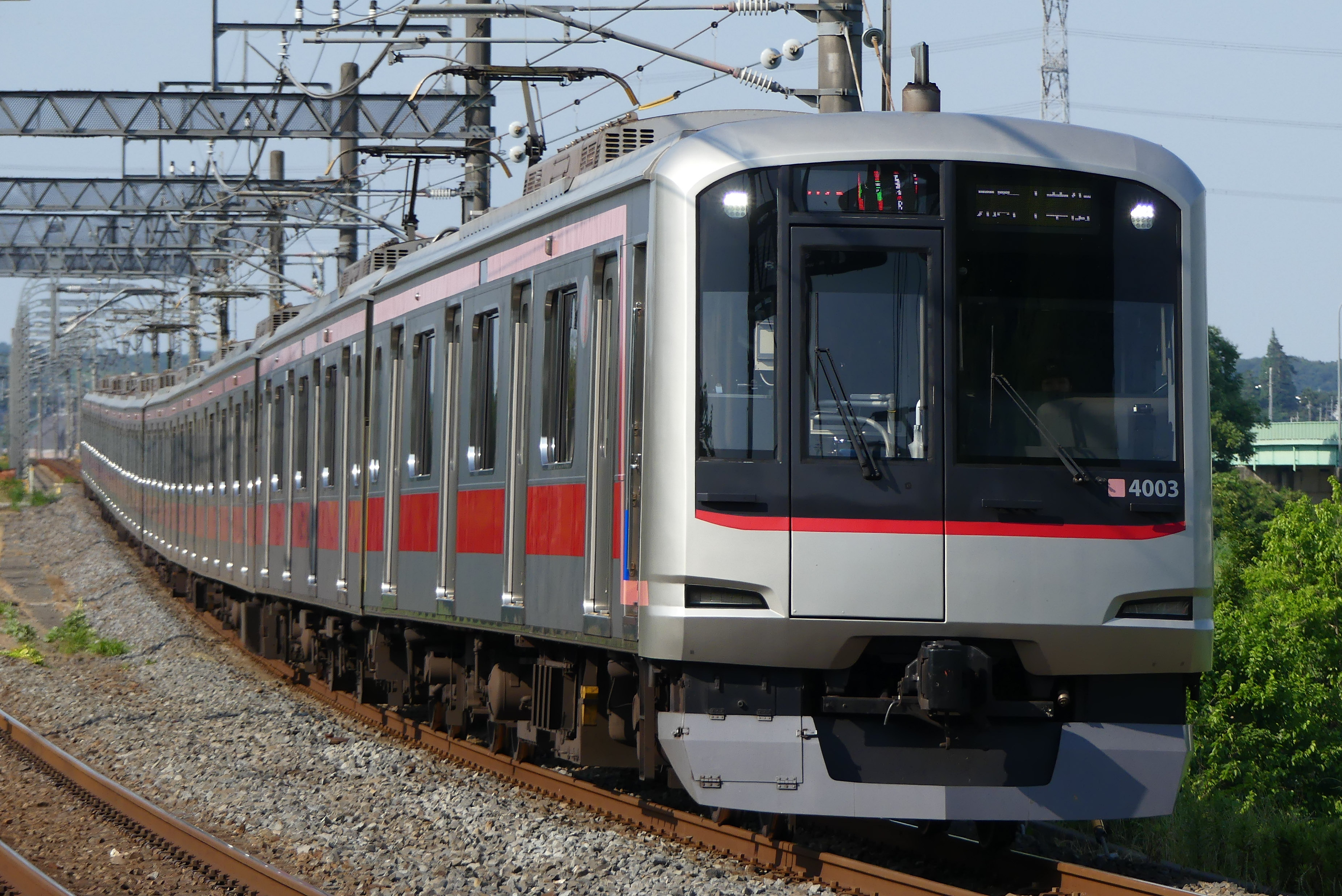
Tōkyū série 5050-4000
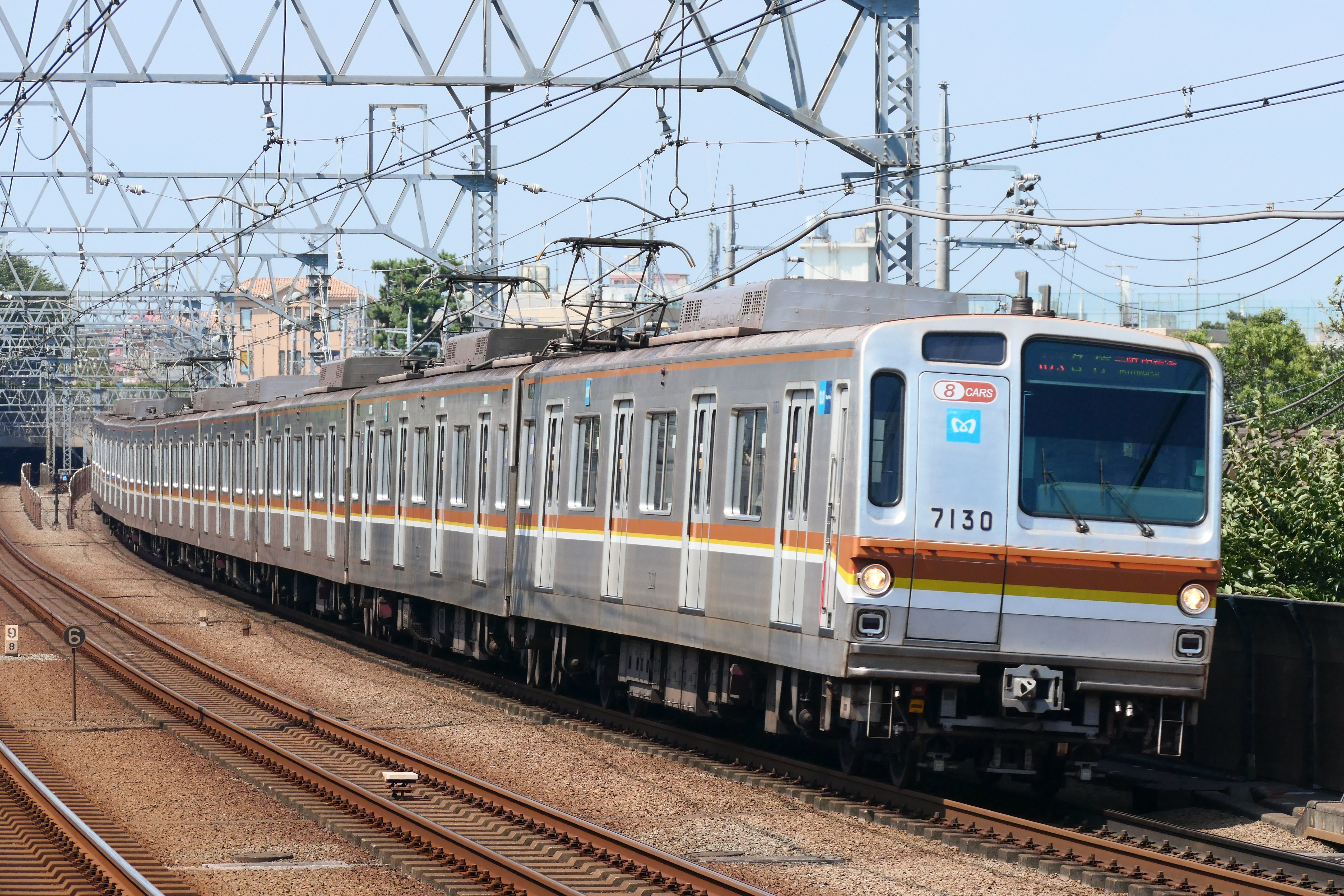
Tokyo Metro série 7000
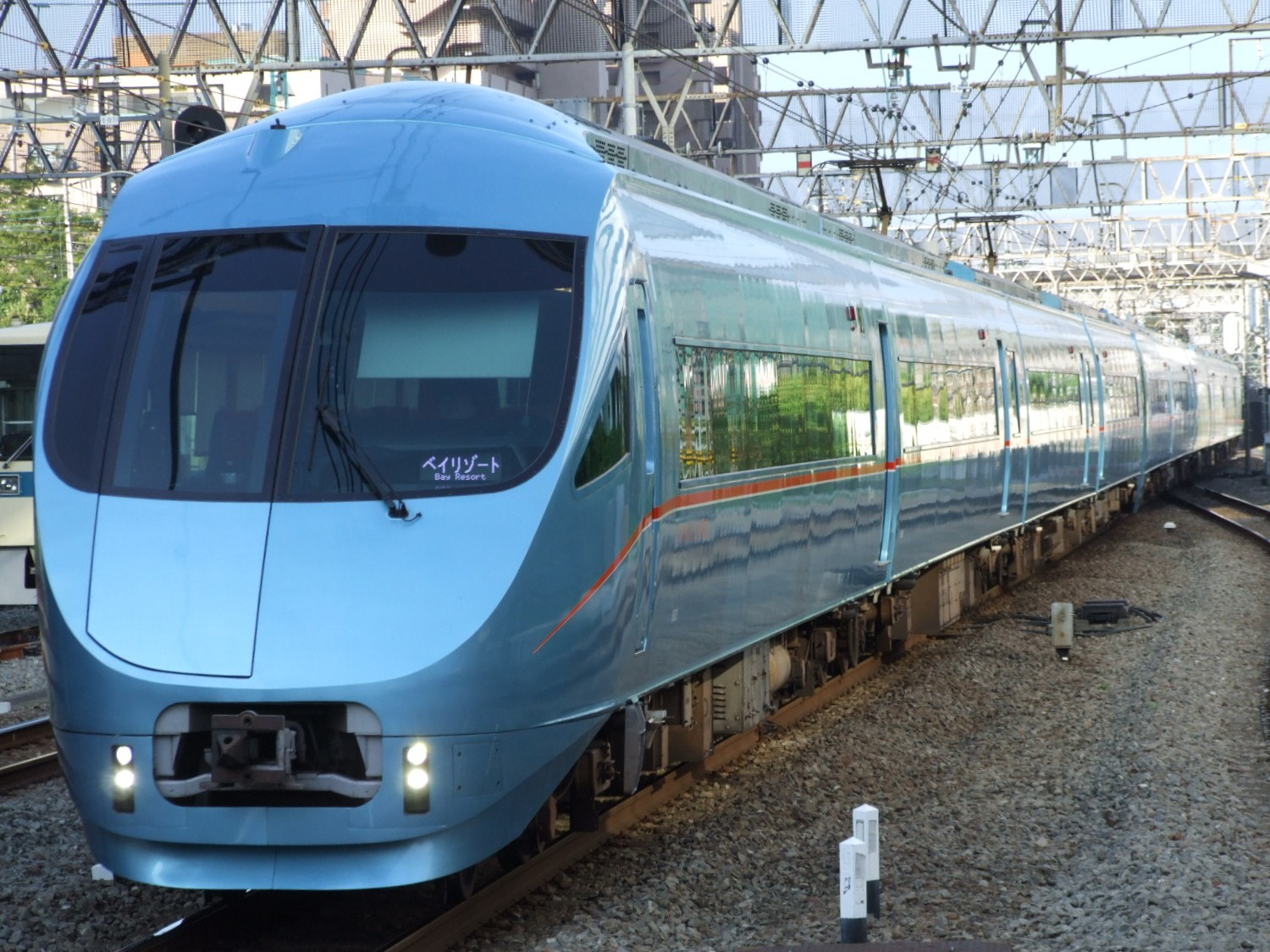
Odakyū série 60000 MSE (service Bay Resort)